# Dendronephthya gilva
Dendronephthya gilva är en korallart som beskrevs av Henderson 1909. Dendronephthya gilva ingår i släktet Dendronephthya och familjen Nephtheidae. Inga underarter finns listade i Catalogue of Life.